# KBS Drama
KBS Drama (korejsky KBS 드라마) je jihokorejská kabelová stanice, vysílající dramata. Je provozována společností KBS N, která je přidružená ke KBS. Vysílání bylo zahájeno 2. února 2002.

## Dřívější slogany
- Profesionální drama kanál. (드라마 전문채널)
- Milujeme vás. (당신을 사랑합니다)
- Moje životní drama. (내 인생의 드라마)
- Přidává barvu do každodenního života. (일상에 색을 입히다)

## Vysílané pořady

### Dramata
- Bravo, My Life
- Café Minamdang
- Jinxed at First
- Gold Mask
- It's Beautiful Now

### Zábavné pořady
- Hello Counselor
- Films are good
- Problem Child in House
- Muošidun Murobusal